# Lista de capítulos de Kuroko no Basket
O mangá Kuroko no Basket é escrito e ilustrado por Tadatoshi Fujimaki, e é publicado pela editora Shueisha na revista Weekly Shōnen Jump. O primeiro capítulo de Kuroko no Basket foi publicado em dezembro de 2008 e a publicação encerrou em agosto de 2014 no capítulo 275, contando com 30 volumes. Nesta página, os capítulos estão listados por volume, com seus respectivos títulos originais (volumes com seus títulos originais abaixo do traduzido e capítulos com seus títulos originais na coluna secundária).
No Brasil, é licenciado e publicado pela editora Panini, desde julho de 2014.

## Volumes 1~10
| - 1. Eu Sou o Kuroko - 2. Segunda-feira às 8:40, no Terraço! - 3. Estou Falando Sério - 4. Ele Não Pode Ser Normal - 5. Não É Só Para se Exibir - 6. É Ótimo se Não Posso Vencer - 7. Conto com Vocês para o Contra-ataque! | - 1. 黒子はボクです (Kuroko wa Boku Desu) - 2. 月曜朝8:40の屋上ね! (Getsuyō Asa 8:40 no Okujō ne!) - 3. 本気です (Honki Desu) - 4. まともじゃないかもしんないスね (Matomo Janai Kamo Shinnaisu ne) - 5. 伊達じゃないですよ (Date Janai Desu yo) - 6. 勝てねェぐらいがちょうどいい (Katenē Gurai ga Chōdo Ii) - 7. 逆襲よろしく! (Gyakushū Yoroshiku!) |

| - 8. Estou Indo - 9. Eu Fiz uma Promessa - 10. "O Homem Propõe, Deus Dispõe" - 11. O Seu Basquete - 12. Tragam Para Mim ♡ - 13. Vamos Lá!! - 14. Vou te Dizer 2 Coisas - 15. Somos Fortes Sim!! - 16. Veremos Algo Incrível | - 8. 行ってきます (Ittekimasu) - 9. 約束しました (Yakusoku Shimashita) - 10. 「人事を尽くして天命を待つ」 ("Jinji wo Tsukushite Tenmei wo Matsu") - 11. おまえのバスケ (Omae no Basuke) - 12. 買ってきて♡ (Kattekite ♡) - 13. 行くぞ!! (Ikuzo!!) - 14. 2つ言っておくぜ (Futatsu Itteokuze) - 15. 断然強ーわ!! (Danzen Tsuē wa!!) - 16. すごいもん見れるわよ (Sugoi Mon Mireru wa yo) |

| - 17. Não Ficam Empolgados? - 18. Vamos Dar uma Olhada - 19. Me Fez Perceber - 20. Vai Dar Tudo Certo - 21. Já o Superamos - 22. Não Se Preocupem - 23. Tudo Para Vencer - 24. Ele Quebrou Por Isso - 25. Bem... | - 17. 燃えません? (Moemasen?) - 18. ちょっと見せてもらおうぜ (Chotto Misete Moraōze) - 19. 改めて思いました (Aratamete Omoimashita) - 20. 大丈夫です (Daijōbu Desu) - 21. 乗り越えたし (Norikoetashi) - 22. 心配すんな (Shinpai Sunna) - 23. 勝つために (Katsu Tame ni) - 24. オシャカにしたんで (Oshaka ni Shitande) - 25. さぁ・・・ (Saa...) |

| - 26. Não Seria Nada Bom - 27. Ele Tem Experiência - 28. Lamento - 29. É Mais do Que Isso - 30. Eu Sou de Leão - 31. Eu Vencerei!! - 32. O Que é "Vencer"? - 33. Avante!! - 34. Foi Isso que Eu Quis Dizer com "O Homem Dizpõe" | - 26. 困ります (Komarimasu) - 27. 百戦錬磨だ (Hyakusen Renma da) - 28. すまないな (Sumanai na) - 29. そんなもんじゃねえだろ (Sonna Mon Janē Daro) - 30. 獅子座だよ (Shishiza dayo) - 31. 勝つんだ!! (Katsunda!!) - 32. 「勝利」ってなんですか ("Shōri" tte Nandesu ka) - 33. 行くぜ!! (Ikuze!!) - 34. それが人事を尽くすということだ (Sore ga Jinji wo Tsukusu to Iu Koto da) |

| - 35. Eu Previ Isso - 36. Vamos... Jogar de Novo - 37. Idiotas Não Podem Vencer! - 38. Eu Vim - 39. Eles São Bem Parecidos - 40. Não Me Faça Rir - 41. Este Chá - 42. Apenas o Começo - 43. Recuperar | - 35. 信じてました (Shinjitemashita) - 36. また・・・やりましょう (Mata... Yarimashō) - 37. バカじゃ勝てないのよ! (Baka ja Katenai no yo!) - 38. 来ちゃいました (Kichaimashita) - 39. そっくりだね (Sokkuri Dane) - 40. 笑わせんなよ (Warawasennayo) - 41. お茶です (Ocha Desu) - 42. 前座や (Zenza ya) - 43. とれました (Toremashita) |

| - 44. Isso Não Vai Funcionar - 45. Eles Se Enfrentam - 46. Isso é Ruim? - 47. Contamos com Você - 48. Vocês São Insanos - 49. Vamos Acabar com Isso - 50. O Seu Basquete - 51. De Jeito Nenhum!! - 52. Para um Novo Desafio | - 44. そんなタマではないだろう (Sonna Tama de wa Nai Darō) - 45. やろーか (Yaroo ka) - 46. いーじゃねーか (Ii Janē ka) - 47. まかせとけ (Makasetoke) - 48. ふざけた奴ばっかりだ (Fuzaketa Yatsu Bakkari da) - 49. 決着つけようぜ (Kecchaku Tsukeyōze) - 50. おまえのバスケ (Omae no Basuke) - 51. 嫌だ!! (Iyada!!) - 52. 新しい挑戦へ (Atarashī Chōsen he) |

| - 53. Quem é Você? - 54. É Por Isso Que Não Gosto Dele - 55. Isso é Talento - 56. Abandono - 57. Não é "Quero" - 58. Deixa Comigo! - 59. Vamos Começar - 60. Não Me Faça Rir - 61. Tente Pular | - 53. どちら様ですか (Dochira-sama Desu ka) - 54. だからアイツはヤなんだ (Dakara Aitsu wa Yananda) - 55. これが実力だ (Kore ga Jitsuryoku da) - 56. 捨てることだ (Suteru Koto da) - 57. なりたいじゃねーよ (Naritai Janē yo) - 58. まかせて! (Makasete!) - 59. 始めるわよ (Hajimeru wayo) - 60. 笑わせるな (Warawaseruna) - 61. 跳んでみて (Tonde Mite) |

| - 62. Eu Sei o que Eu Devo Fazer!! - Especial. -Dica- - 63. Eu Vou Vencer Mesmo que Isso Me Mate - 64. Continua Imaturo! - 65. Quem Você Acha? - 66. Um Pequeno Aviso - 67. Eu Paro - 68. Eu Não Acho que é Estranho - 69. O Que Vai Acontecer - 70. Não Me Subestime! | - 62. やることは決まった!! (Yaru Koto wa Kimatta!!) - 特別編. -Tip off- - 63. 死んでも勝つっスけど (Shindemo Katsussu Kedo) - 64. 大人じゃねーよ! (Otona Janē yo!) - 65. 誰だと思ってんスか (Dareda to Omottensuka) - 66. 一つ忠告しとくわ (Hitotsu Chūkoku Shitokuwa) - 67. やめる (Yameru) - 68. おかしくないと思います (Okashikunai to Omoimasu) - 69. どうなるんスかね (Dōnarunsuka ne) - 70. カン違いしてんじゃねーよ! (Kanchigai Shitenjanē yo!) |

| - 71. Eles São Assustadores - 72. Não Fale Como Se Pudesse Vencer - 73. Faça-o Pagar - 74. Trouxe Isso Aqui - 75. Nunca Esperei Te Ver Aqui - 76. Como um Irmão Mais Velho - 77. Eu Tomei Minha Decisão!! - 78. Seja Meu Oponente - 79. Na Copa de Inverno - 80. Por Favor, Dê uma Olhada | - 71. 恐ろしいもんやで (Osoroshī Mon yade) - 72. 当たり前なこと言ってんじゃねーよ (Atari Mae na Koto Ittenjanē yo) - 73. 返せ (Kaese) - 74. 拾いました (Hiroimashita) - 75. こんな所で合うとはな (Konna Tokoro de Au to wa na) - 76. 兄キかな (Aniki kana) - 77. 腹は決めた!! (Hara wa Kimeta!!) - 78. ちょっとまざってけよ (Chotto Mazatteke yo) - 79. ウインターカップで (Uintā Kappu de) - 80. 見てて下さい (Mitete Kudasai) |

| - 81. Arranque!!! - 82. Vamos nos Divertiiir - 83. Declaração de Guerra, Por Favor - 84. Finalmente Aqui - 85. Uma Vez é o Suficiente - 86. Só Existe uma Resposta - 87. É Muito Pior do que Difícil - 88. Corra!! - 89. Eu Estive Esperando | - 81. 始動!!! (Shidō!!!) - 82. 楽しんでこーぜ (Tanoshinde Kōze) - 83. 宣戦布告お願いします (Sensen Fukoku Onegaishimasu) - 84. やっとだろうが (Yatto Darō ga) - 85. 一度でたくさんだ (Ichido de Takusan da) - 86. 答えは一つに決まっている (Kotae wa Hitotsu ni Kimatteiru) - 87. 手強いなんてもんじゃねぇ (Tegowai Nante Mon Janē) - 88. 走るぞ!! (Hashiruzo!!) - 89. 待ってたぜ (Mattetaze) |

## Volumes 11~20
| - 90. Então... É Hora da Estreia!! - 91. Superei Isso Anos Atrás - 92. O Tempo Acabou - 93. É Exatamente Isso que Eu Quero - 94. Tá na Hora da Limpeza! - 95. Vamos Fazer Um - 96. Desista - 97. É o Time de Basquete do Colégio Seirin!! - 98. Fico Feliz por Ter Conhecido Vocês - 99. Eu Voltarei em Breve | - 90. さぁ・・・お披露目よ!! (Saa... Ohirome yo!!) - 91. とうの昔に超えている (Tō no Mukashi ni Koeteiru) - 92. 試合終了 (Shiai Shūryō) - 93. 望むところです (Nozomu Tokoro desu) - 94. お片付けといきますか! (Okatazuke to Ikimasuka!) - 95. じゃあ創ろうぜ (Jā Tsukurou ze) - 96. 諦めろ (Akiramero) - 97. 誠凜高校バスケ部だ!! (Seirin Kōkō Basuke-bu da!!) - 98. 出会えてよかった (Deaete Yokatta) - 99. すぐ戻る (Sugu Modoru) |

| - 100. Não Tem Como Não Nos Empolgar - 101. Definitivamente Vou te Derrotar!! - 102. Foi Por Isso que Eu Decidi - 103. Você Vai Perder - 104. Essa é a Armadilha - 105. É a Confiança - 106. Estou com Aquele Sentimento - 107. Chega de Besteiras - 108. Estou Cansado de Esperar | - 100. 燃えないわけがねーぜ (Moenai Wake ga Nēze) - 101. 必ず倒す!! (Kanarazu Taosu!!) - 102. だからオレは決めたんだ (Dakara Ore wa Kimetanda) - 103. 負けんぞ (Makenzo) - 104. それが罠や (Sore ga Wana ya) - 105. 信頼だ (Shinrai da) - 106. そんな気がすんだ (Son'na Kigasunda) - 107. ふざけるな (Fuzakeruna) - 108. 待ちくたびれたぜ (Machikutabireta ze) |

| - 109. Por Enquanto - 110. Tome Conta de Nós - 111. Vamos Começar Assim - 112. De Volta a Copa de Inverno - 113. Te Faço Esperar - 114. Dessa Vez, Definitivamente Iremos - 115. Pegue a Liderança!! - 116. Isso é Lamentável - 117. Apenas Quando Ele Der o Seu Melhor!! | - 109. 久しぶりだな (Hisashiburi dana) - 110. よろしゅうたのむわ (Yoroshū Tanomu wa) - 111. このまま始めるわよ (Kono Mama Hajimeru wayo) - 112. ウインターカップを再開します (Uintā Kappu wo Saikaishimasu) - 113. 待たせたね (Mataseta ne) - 114. 今度はもう絶対に (Kondo wa Mō Zettai ni) - 115. 主導権とれ!! (Shudouken Tore!!) - 116. 心外です (Shingai desu) - 117. 絶好調の時だけだ!! (Zekkōchō no Toki Dake da!!) |

| - 118. Ele Realmente Odeia Perder - 119. Exatamente o que Eu Estava Pensando - 120. Esforço Inútil - 121. Dessa Vez Eu Vou - 122. Você Pode Deixar Comigo? - 123. Ele Está Delirando de Alegria - 124. Só Mais Uma Vez - 125. Uma Virada!! - 126. Vamos Ser Amigáveis | - 118. 負けず嫌いやからな (Makezugirai Yakarana) - 119. 話が早くて助かるぜ (Hanashiga Hayakute Tasukaruze) - 120. 無駄な努力だ (Mudana Doryokuda) - 121. 今度はオレが (Kondo wa Ore ga) - 122. オレに任せてくれないすか (Ore ni Makasete Kurenaisu ka) - 123. 嬉しくてしょうがないと思います (Ureshikute Shoganai to Omoimasu) - 124. ただもう一度 (Tada Mōichido) - 125. 逆転だよ!! (Gyakutendayo!!) - 126. 仲良くしようや (Nakayoku Shiyou ya) |

| - 127. Eles Estão Sem Opções - 128. Nós Vencemos Agora! - 129. É Melhor do que Perder Aqui - 130. O Quarto Tempo Final!!! - 131. Eu Acredito - 132. Eu Não Posso Parar o Aomine-kun - 133. Estou em Dívida com Você - 134. Ainda Assim o Melhor é... - 135. Eu Acredito Nele | - 127. 万策尽きた (Bansakutsu Kita) - 128. 今勝つんだ! (Ima Katsu'nda!) - 129. ここで負けるよりマシです (Koko de Makeru Yori Mashi desu) - 130. 最終第4Q!!! (Saishū Dai 4-ku'ōtā!!!) - 131. 信じてるぜ (Shinjiteruze) - 132. 青峰君を止めることはできません (Aomine-kun wo Tomeru koto wa Dekimasen) - 133. 感謝するぜ (Kanshasuruze) - 134. それでも最強は (Soredemo Saikyō wa) - 135. 信じてますから (Shinjitemasu kara) |

| - 136. Definitivamente Vencerei!! - 137. Não Vamos Perder - 138. Eu Acredito em... - 139. Fim de Jogo!! - 140. Estou Realmente Feliz - 141. Prazer em conhecê-los! (Saudações!) - 142. Por Favor Me Ensine - 143. É Óbvio que Não Será Fácil - 144. Isso Será Divertido | - 136. 絶対勝つ!! (Zettē Katsu!!) - 137. 負けるかよ (Makerukayo) - 138. 信じてるのは (Shinjiteru no wa) - 139. 試合終了!! (Taimu Appu!!) - 140. 本当によかった (Hontō ni Yokatta) - 141. Nice to meet you! ‹よろしくな!› (Yoroshiku na!) - 142. 教えてください (Oshietekudasai) - 143. 軽いものなはずないだろう (Karui Monona Hazu Naidarou) - 144. 楽しみじゃい (Tanoshimijai) |

| - 145. Comece o Jogo!! - 146. Vamos Pará-los - 147. Eu Irei Proteger!! - 148. Primeiro Ponto!! - 149. Não Pode Competir com um Canivete - 150. Deixe Conosco!! - 151. Eu Quero Esmagá-lo - 152. Quebrando o Escudo do Aegis - 153. É Óbvio | - 145. 試合開始!! (Tippu Ofu!!) - 146. 止めよーかい (Tomeyōkai) - 147. オレが守る!! (Ore ga Mamoru!!) - 148. 初得点!! (Hatsu Tokuten!!) - 149. 付け焼刃じゃ張れねーよ (Tsukeyakiba ja Harenē yo) - 150. まかせとけ!! (Makase Toke!!) - 151. 叩きつぶしたいんだよ (Tataki Tsubushitai'nda yo) - 152. 絶対防御破りだ (Eegisu no Hoko Yaburida) - 153. 決まってらぁ (Kimatterā) |

| - 154. Entendi...!! - 155. Eu Vou Destruir Todos Eles - 156. Nada Além de Lixo - 157. Por Favor Vença - 158. Não Quero Perder! - 159. Cadê Ele!? - 160. Ainda Bem que Cheguei Tão Longe - 161. Você Está nos Subestimando! - 162. Quem é Você? | - 154. わかったぜ・・・!! (Wakattaze...!!) - 155. ヒネリつぶしてやるよ (Hineri Tsubu Shite Yaru yo) - 156. ただのゴミだ (Tada no Gomida) - 157. 勝ってくれ (Katte Kure) - 158. 負けたくない! (Maketakunai!) - 159. どこいった!? (Dokoitta!?) - 160. やっててよかったよ (Yattete Yokatta yo) - 161. なめてるっつーんだよ! (Nameteruttsu'nda yo!) - 162. あんた誰? (Anta Dare?) |

| - 163. O Ás do Seirin - 164. Algo Interessante - 165. Já Chega - 166. Venceremos!!! - 167. É Hora do Show!! - 168. Acabou!! - 169. Então é Assim - 170. Apenas Passando Tempo - 171. É Meu | - 163. 誠凜のエース (Seirin no Hikari) - 164. 見物だぜ (Mimonodaze) - 165. もういいや (Mō'īya) - 166. 勝つ!!! (Katsu!!!) - 167. 正念場だ!! (Shōnenbada!!) - 168. 終わりだ!! (Owari da!!) - 169. そーゆーことだろ (Sō'yū'koto daro) - 170. ただのヒマつぶしだ (Tadano Hima Tsubushi da) - 171. オレのもんだ (Ore no Monda) |

| - 172. Não Entre no Meu Caminho...! - 173. Desista - 174. Eu Levo Eles - 175. Eu Vou te Ensinar - 176. Isso é Tudo - 177. Eu Não Sei - 178. Você Descobrirá Logo - 179. Ele Não Desistiu - 180. Eles Parecem com Vocês | - 172. ジャマすんじゃねーよ・・・! (Jama Sun Janē yo...!) - 173. やめとけよ (Yametoke yo) - 174. もらっとくわ (Morattokuwa) - 175. 教えてやる (Oshiete Yaru) - 176. それだけのことだよ (Soredake no Kotoda yo) - 177. オレは知らない (Ore wa Shiranai) - 178. すぐにわかるよ (Sugu ni Wakaru yo) - 179. 諦めていません (Akiramete Imasen) - 180. 似てんなお前らと (Nitenna Omaera to) |

## Volumes 21~30
| - 181. Vou Dar a Vocês - 182. Não Vai Conseguir - 183. Agora Vamos - 184. Primeiro Ataque para a Vitória! - 185. Não Posso Deixar de Rir - 186. Sua Vez de Brilhar! - 187. Você Tem Companheiros, Sabia? - 188. É Inútil Dizer Algo - 189. A Verdadeira Luz | - 181. 差し出そう (Sashidasou) - 182. 届かない (Todokanai) - 183. さあ行こう (Sā Ikō) - 184. 先手必勝! (Sente Hisshō!) - 185. 笑っちゃいますね (Waratcha Imasu ne) - 186. 出番よ! (Deban yo!) - 187. 仲間がいるでしょーが (Chīmumeito ga Irudeshō ga) - 188. 言うだけヤボだ (Iu Dake Yaboda) - 189. 真の光 (Shin no Hikari) |

| - 190. É Por Isso que Vou Com Tudo - 191. Você é Completamente Visível - 192. Tem Alguma Reclamação? - 193. Não Nos Subestimem!! - 194. Para Vencer - 195. É o Clímax - 196. Não Podemos Baixar a Guarda Nem por Um Segundo - 197. Eles Serão Devorados - 198. Dessa Vez, Com Certeza | - 190. だから全力でやる (Dakara Zenryoku de Yaru) - 191. 丸見えだぜ (Marumieda ze) - 192. なんか文句あんのか (Nanka Monkuan no ka) - 193. ナメんじゃねぇ!! (Name'n Janē!!) - 194. 勝った目に (Katta Me ni) - 195. 最高潮だ (Kuraimakkusu da) - 196. 一瞬も気は抜けなそーだ (Isshun mo Ki wa Nukena sō da) - 197. 飲み込まれるぞ (Nomikoma reru zo) - 198. 今度こそ (Kondo Koso) |

| - 199. O Mais Difícil - 200. Encontrei a Resposta - 201. Está de Acordo com o Plano - 202. Nunca Imaginei - 203. Ele é um Jogador Incrível - 204. "Um Dia de Céu Azul" - 205. Eu Já Não Sei - 206. Está Por Conta Dele - 207. Bem-vindo | - 199. 至難の業だ (Shinan no Waza da) - 200. 答えは出ました (Kotae wa Demashita) - 201. 狙い通りだよ (Nerai-dōrida yo) - 202. 思いませんでした (Omoimasendeshita) - 203. 最高の選手です (Saikō no Senshu desu) - 204. 「青い空の日」 ("Aoi Sora no Hi") - 205. わからないんです (Wakaranai'n desu) - 206. 彼しだいさ (Kare-shidai sa) - 207. ようこそ (Yōkoso) |

| - 208. Eu Estou Bem - 209. Você Consegue! - 210. Eu Já Sabia - 211. Até Mais - 212. Sinto que Não Vou Perder - 213. O Leão e o Coelho - 214. Estou Ansioso! - 215. Vamos Dar o Nosso Melhor - 216. ...Desculpe - 217. Vamos Lá | - 208. 大丈夫です (Daijōbu desu) - 209. できるさ! (Dekiru-sa!) - 210. わかってたこった (Wakatteta Kotta) - 211. じゃーな (Jā'na) - 212. 負ける気がしねぇ (Makeru ki ga Shinē) - 213. 獅子搏兎 (Shishi Hakuto) - 214. 楽しみだ! (Tanoshimida!) - 215. がんばりましゃう (Ganbari Mashau) - 216. ・・・ワリィ (...Warī) - 217. 行こうぜ (Ikōze) |

| - 218. Mesmo que Seja Só Por Enquanto - 219. Muito Obrigado - 220. Eu Esqueci - 221. Tetsuya - 222. Não Devemos Mais - 223. ......Sou o Pior de Todos - 224. ...É Bom - 225. O Que Você Quer? - 226. O Que é a Vitória? - 227. Eu Sou o Kuroko | - 218. せめて今だけでも (Semete Ima Dake Demo) - 219. ありがとうございます (Arigatōgozaimasu) - 220. 忘れちまった (Wasure Chimatta) - 221. テツヤ (Tetsuya) - 222. 僕らはもう (Bokura wa Mō) - 223. ・・・・・・最低です (......Saitei desu) - 224. ・・・いいなぁ (...Ī nā) - 225. 何か用か? (Nani ka Yō ka?) - 226. 勝利ってなんですか? (Shōritte Nandesu ka?) - 227. 黒子はボクです (Kuroko wa Boku desu) |

| - 228. Somos Amigos desde o Início - 229. Estou Indo - 230. Aceito o Desafio - 231. Começando - 232. Começa a Última Partida!! - 233. Não é um Pouco Perigoso? - 234. É Agora ou Nunca - 235. Isso é o Melhor, Né? - 236. Quebraram...!? | - 228. とっくに仲間だろーが (Tokku ni Sōdarō ga) - 229. 行ってきます (Ittekimasu) - 230. 受けてやろう (Ukete Yarou) - 231. 始めます (Hajimemasu) - 232. 決勝戦試合開始!! (Fainaru Tippu Ofu!!) - 233. やばくねーか? (Yabaku nē ka?) - 234. 待ったなしゃ (Matta'nasha) - 235. 最高じゃねーの? (Saikō Janē no?) - 236. 破られた・・・!? (Yaburareta...!?) |

| - 237. Não Acha Bobo? - 238. É Isso Mesmo? - 239. Do Jeito que Eu Gosto - 240. Super Sério - 241. Tão Frustrante... - 242. Vou te Mostrar Algo L.E.G.A.L ♡ - 243. A Vitória Já é Minha - 244. Isso Foi Mal - 245. Não Vai Acontecer um Milagre | - 237. 甘いんじゃない? (Amai'n Janai?) - 238. そっくりじゃねぇか (Sokkuri Janē ka) - 239. 気に入った (Kiniitta) - 240. 大マジメさ (Dai Majime-sa) - 241. 悔しいよ・・・ (Kuyashī yo...) - 242. いいもの見せてア・ゲ・ル♡ (Ī Mono Misete A.GE.RU ♡) - 243. 私の勝ちね (Watashi no Kachi ne) - 244. アカンやろ (Akan Yaro) - 245. 奇跡は起きない (Kiseki wa Okinai) |

| - 246. Não é Bom o Bastante - 247. Não Pode Ser - 248. Não Vamos Nos Render Ainda - 249. Tudo Começa Aqui - 250. O Peso da Determinação - 251. Você Ainda Tem Utilidade - 252. Uma Lhama me Disse - 253. Deixa Comigo - 254. Não Consigo Enfrentá-lo | - 246. まだだよ (Madada yo) - 247. いやだ (Iyada) - 248. まだゆずる気はありません (Mada Yuzuru Ki wa Arimasen) - 249. こっからだぜ (Kokkarada ze) - 250. 覚悟の重さ (Kakugo no Omo-sa) - 251. まだ必要だ (Mada Hitsuyō da) - 252. ラクダが言いました (Rakuda ga Iimashita) - 253. 任せてくれ (Makasete Kure) - 254. 敵わない (Kanawanai) |

| - 255. Dê o Seu Melhor! - 256. Até Isso é Desespero - 257. Vamos Lá, Rakuzan!! - 258. Não Podemos Mais Impedi-los - 259. Vou Pará-lo de Qualquer Jeito - 260. Um Conselho - 261. Já Basta - 262. Vai Desistir? - 263. Parem Ele!! | - 255. がんばるぞ! (Ganbaru zo!) - 256. これでも必死だよ (Kore Demo Hisshida yo) - 257. 行くぜ洛山!! (Ikuze Rakuzan!!) - 258. もう止めねーよ (Mō Tomenē yo) - 259. 絶対止めてやる (Zettai Tomete Yaru) - 260. 忠告だ (Chūkokuda) - 261. 十分だろ (Jūbundaro) - 262. 諦めませんか (Akiramemasen ka) - 263. 止めてくれぇ!! (Tomete Kurē!!) |

| - 264. Esta é a Primeira Vez? - 265. O Tempo Está se Esgotando - 266. Quem é Você? - 267. Já Faz um Tempo - 268. O Que Eles Podem Fazer? - 269. Não Desista!! - 270. Sempre Foi Você, Não é? - 271. Cem Anos Cedo Demais - 272. Arrisque Tudo!! - 273. O Confronto Final - 274. Fim de Jogo - 275. Não Importa Quantas Vezes | - 264. 初めてじゃないかな (Hajimete Janai ka na) - 265. そんな余裕はないですから (Son'na Yoyū Wanaidesu Kara) - 266. 誰だお前 (Dareda Omae) - 267. 久しぶりだね (Hisashiburida ne) - 268. どうすりゃいいんだ (Dō Surya Ī'nda) - 269. 諦めるな!! (Akirameru na!!) - 270. お前だったんじゃねーか (Omae Dattan Janē ka) - 271. 百年早い (Hyaku-nen Hayai) - 272. すべてを懸けろ!! (Subete o Kakero!!) - 273. これが最後のプレイだ (Kore ga Saigo no Purei da) - 274. 試合終了 (Shiai Shūryō) - 275. 何度でも (Nando Demo) |

## EXTRA GAME
| - 1. Fazendo uma Cena! - 2. Estamos Todos Reunidos Aqui - 3. É Hora de Mostrar a Eles - 4. Ainda Temos um Caminho - Omake. Depois da Copa de Inverno | - 1. 派手にいこうぜ! (Hade ni Ikou ze!) - 2. 首を洗って待ってろ (Kubi o Aratte Mattero) - 3. そろそろ教えてやるか (Sorosoro Oshiete Yaru ka) - 4. まだ手はある (Mada Te wa Aru) - Omake. AFTER WINTER CUP |

| - 5. Deixe o Resto Comigo - 6. Faremos 3 Pontos por Vez - 7. Eles Venceriam Até Mortos - 8. Venceremos Com Certeza!! - Omake. Depois da Copa de Inverno | - 5. あとはまかせろ (Ato wa Makasero) - 6. こっちは3点ずつだ (Kotchi wa San-ten Zutsuda) - 7. 死んでも勝つだけだし (Shindemo Katsu Dakedashi) - 8. 絶対に勝つ!! (Zettai ni Katsu!!) - Omake. AFTER WINTER CUP |